# Indian Rocks Beach
Indian Rocks Beach és una població dels Estats Units a l'estat de Florida. Segons el cens del 2000 tenia 5.072 habitants.

## Demografia
Segons el cens del 2000, Indian Rocks Beach tenia 5.072 habitants, 2.700 habitatges, i 1.393 famílies. La densitat de població era de 2.105,7 habitants/km².
Dels 2.700 habitatges en un 11,3% hi vivien nens de menys de 18 anys, en un 44,2% hi vivien parelles casades, en un 5% dones solteres, i en un 48,4% no eren unitats familiars. En el 36,7% dels habitatges hi vivien persones soles el 9,4% de les quals corresponia a persones de 65 anys o més que vivien soles. El nombre mitjà de persones vivint en cada habitatge era d'1,88 i el nombre mitjà de persones que vivien en cada família era de 2,39.
Per edats la població es repartia de la següent manera: un 10,1% tenia menys de 18 anys, un 4,3% entre 18 i 24, un 30% entre 25 i 44, un 36,9% de 45 a 60 i un 18,7% 65 anys o més.
L'edat mediana era de 48 anys. Per cada 100 dones de 18 o més anys hi havia 102,1 homes.
La renda mediana per habitatge era de 53.770 $ i la renda mediana per família de 65.724 $. Els homes tenien una renda mediana de 41.250 $ mentre que les dones 31.833 $. La renda per capita de la població era de 40.195 $. Entorn de l'1,3% de les famílies i el 4,7% de la població estaven per davall del llindar de pobresa.

## Poblacions més properes
El següent diagrama mostra les poblacions més properes.